# جيف سكوت سوتو
جيف سكوت سوتو (بالإنجليزية: Jeff Scott Soto)‏ (و. 1965  م) مغني أمريكي، في بروكلين.

## روابط خارجية
- جيف سكوت سوتو على موقع ميوزك برينز (الإنجليزية)
- جيف سكوت سوتو على موقع أول ميوزيك (الإنجليزية)
- جيف سكوت سوتو على موقع ديسكوغز (الإنجليزية)